# Defaultnetwerk
Een defaultnetwerk is een netwerk van gebieden in de hersenen dat vooral actief is in een toestand van rust, waarin men niet op gebeurtenissen in de buitenwereld is gericht.

## Algemeen
Het defaultnetwerk wordt ook wel aangeduid als default-mode network (DMN), resting-state network of task-negative network (TNN). De verhoogde activiteit van het netwerk is voor het eerst vastgesteld met behulp van technieken als PET en fMRI. Uit later onderzoek bleek dat dezelfde gebieden ook een grote mate van functionele connectiviteit kennen, mogelijk mede veroorzaakt door vele structurele (wittestof)verbindingen. Functionele connectiviteit kan worden vastgesteld door berekening van de samenhang of coherentie tussen de activiteit van verschillende gebieden in het netwerk.
De activiteit van het netwerk wordt gekenmerkt door een patroon van coherente oscillaties met een frequentie van ongeveer 0,10 Hz (1 slingering per 10 seconden). Tijdens actieve 'externe' taakverrichting wordt het netwerk gedeactiveerd, en neemt het taak-positieve netwerk (TPN) zijn taak over. Mogelijk vormen het TNN en TPN elementen -of polen- van eenzelfde groter netwerk met aan elkaar tegenstelde vormen van correlatie.
Gesuggereerd wordt dat het defaultnetwerk correspondeert met geestestoestanden als introspectie, dagdromen en mijmeren, of onze spontane ongerichte gedachtenstroom. Opmerkelijk is ook dat het netwerk tijdens rust meer activiteit vertoont dan tijdens het uitvoeren van bepaalde cognitieve taken. Kennelijk vraagt ook het in stand houden van patronen van connectiviteit in de hersenen in passieve toestand veel energie. In de hersenen van jonge kinderen is nog geen sprake van een defaultnetwerk. Dit lijkt zich pas te ontwikkelen in kinderen van 9-12 jaar oud, al zijn er ook aanwijzingen dat er bij jongere kinderen al een verwant netwerk actief is om te leren lopen. Volgens Seeley wordt de activiteit van het DMN gereguleerd door een ander grootschalig netwerk, het salience-netwerk, dat het DMN als het ware aan en uit kan zetten.

## Anatomie
Het defaultnetwerk beslaat een aantal frontale en pariëtale gebieden in de hersenen, die een grote mate van functionele connectiviteit laten zien tijdens een toestand van rust. Deze gebieden liggen anatomisch ver uit elkaar en communiceren vooral met elkaar via de lange wittestofbanen.
Dergelijke activiteit kan worden bepaald met behulp van het resting-state fMRI en technieken zoals diffusion tensor imaging (DTI) en tractografie. De laatste technieken zijn vooral geschikt om de activiteit van de wittestofbanen in kaart te brengen. Meer specifiek, verbindt het netwerk delen van de mediale frontale schors (MFC) de precuneus/cortex cingularis posterior en gebieden in de inferieure pariëtale schors. De wittestofbanen van het cingulum vormen een belangrijk onderdeel van de structurele verbindingen, en liggen mogelijk ook ten grondslag aan de functionele connectiviteit (coherente oscillaties) tussen de frontale en pariëtale hersengebieden. Deze banen lijken dus in belangrijke mate de basistoestand van het brein in rust te bepalen. De ontdekking is in de V.S gedaan, al wordt er sindsdien wereldwijd onderzoek naar gedaan, vooral in Chinese laboratoria

## Functie
Het defaultnetwerk speelt mogelijk een rol bij bepaalde vormen van spontane (of intern gegenereerde) cognitie zoals dagdromen, en het in zichzelf gericht zijn. Het wordt opgevat als een geïntegreerd system voor autobiografische, zelf controlerende en sociaal-cognitieve functies, hoewel er niet direct een aparte of unieke functie aan kan worden toegekend. Volgens sommige onderzoekers is de betekenis van het default-netwerk voor verkrijgen van 'inzicht ' in cognitieve processen gering, en wordt het laatste alleen bereikt door bestudering van hersenactiviteit opgeroepen door bewuste cognitieve taakverrichting. Er blijkt een associatie te zijn tussen tussen individuele verschillen in intelligentie en efficiency van communicatie in het defaultnetwerk. Het defaultnetwerk zou ten slotte ook een rol kunnen spelen bij stoornissen als ziekte van Alzheimer en schizofrenie. Bij de ziekte van Alzheimer zou het defaultnetwerk met name schade ondervinden van de opbouw van bèta-amyloïd in hersenweefsels.